# Acronicta

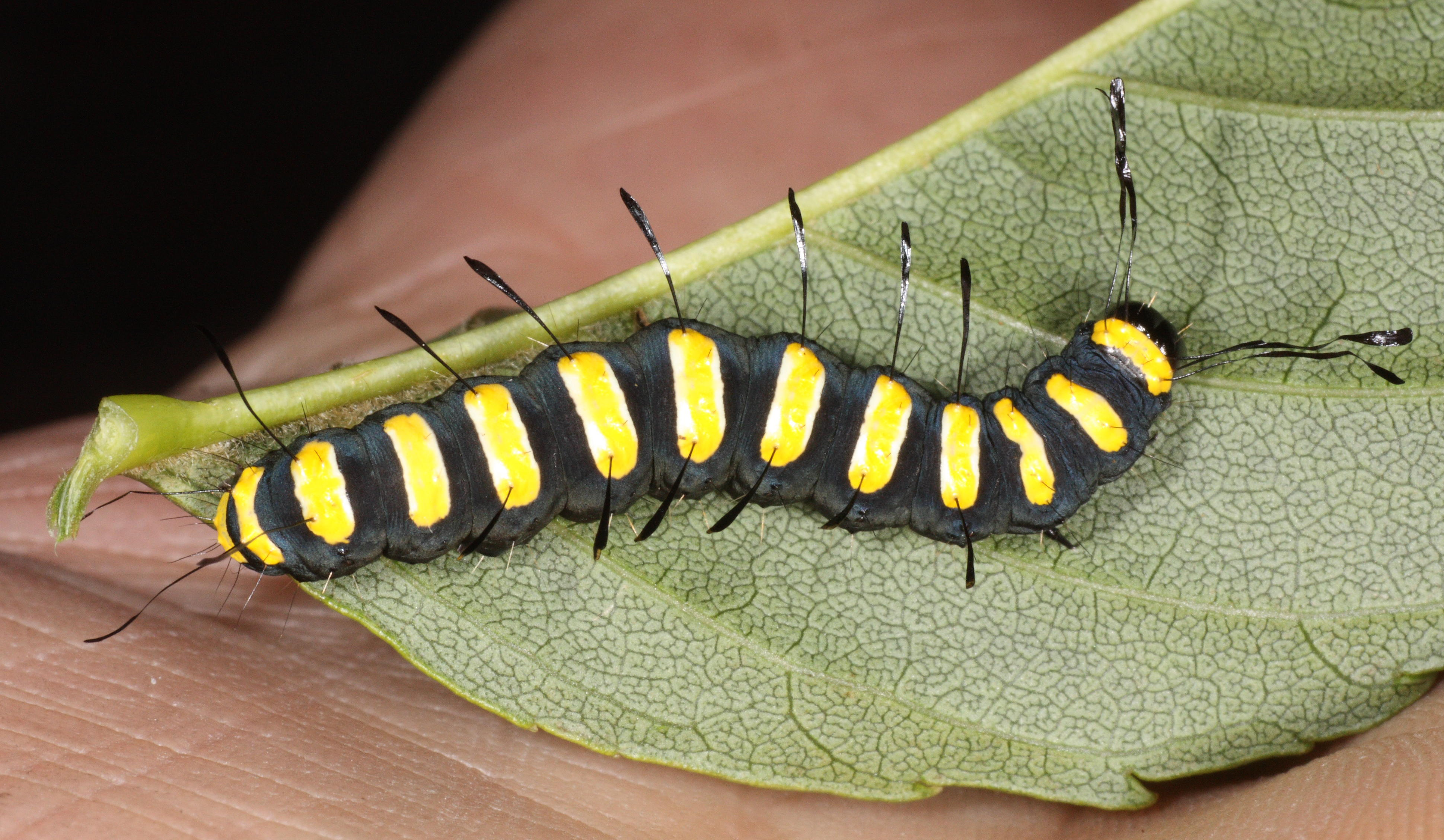
Eruga dAcronicta alni

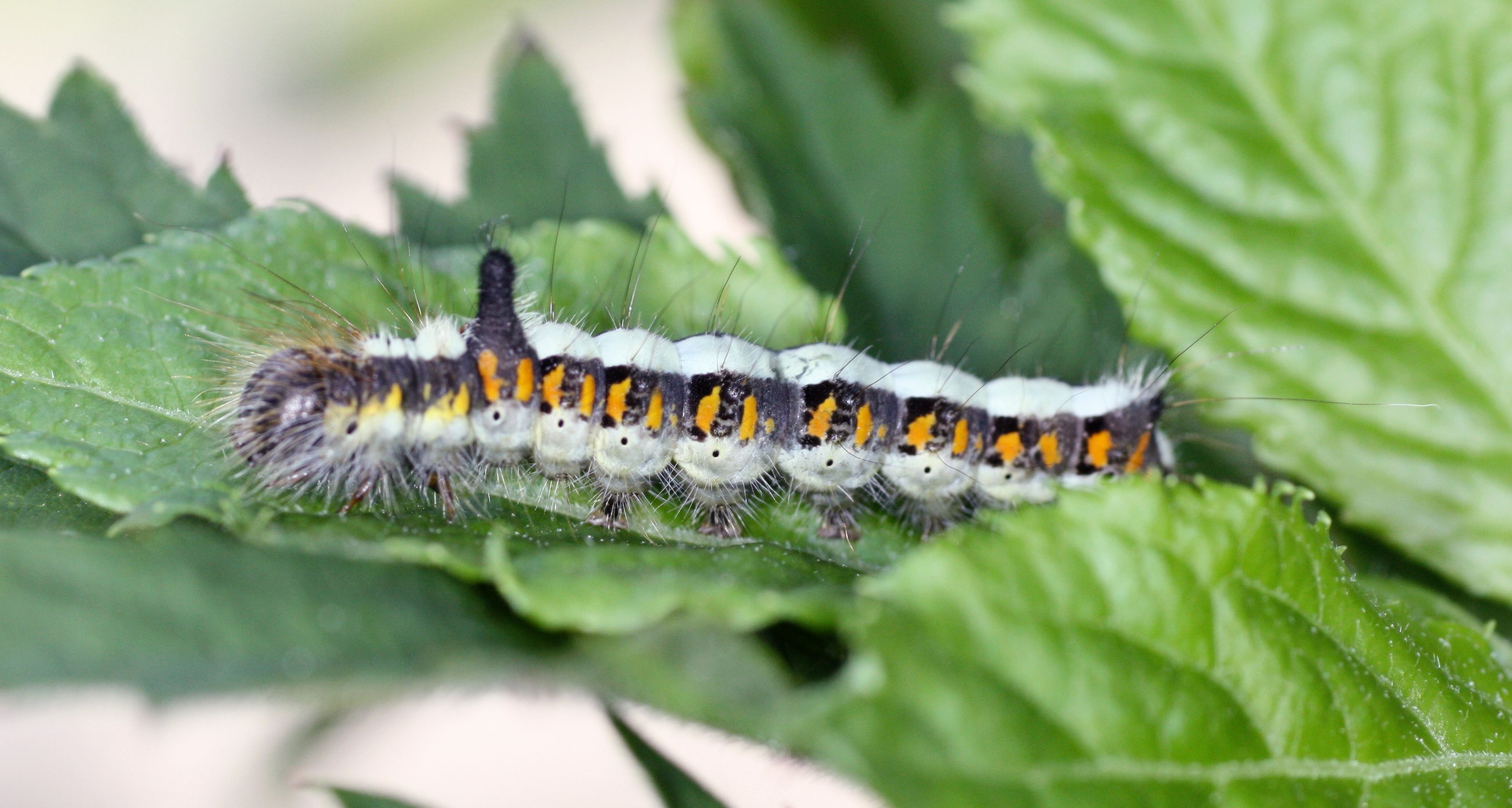
Eruga dAcronicta psi

Acronicta és un gènere de lepidòpters ditrisis de la família dels noctúids (Noctuidae) que conté unes 150 espècies distribuïdes principalment a les regions temperades de l'Holàrtic, amb algunes a les adjacents regions subtrupicals.
Les erugues de la majoria de les espècies d'Acronicta són inconfusibles, amb pics de cabell de colors brillants, i s'alimenten molt visiblement en les fulles dels arbres comuns. La larva de l'arna Acronicta oblinita és inusualment peluda, fins i tot per aquest gènere.
Les espècies d'Acronicta es coneixen generalment com a arnes daga, ja que la majoria tenen una o més marques de punyals negre a la part superior de les ales anteriors. No obstant això, algunes espècies tenen un anell fosc marcat al seu lloc.

## Espècies[3]
- Acronicta aceris – Linnaeus, 1758[4]
- Acronicta adaucta Warren, 1909
- Acronicta afflicta Grote, 1864
- Acronicta albarufa Grote, 1874
- Acronicta albistigma Hampson, 1909
- Acronicta alni – Linnaeus, 1767[5]
- Acronicta americana – Harris, 1841
- Acronicta atristrigata J.B. Smith, 1900
- Acronicta auricoma –Schiffermüller, 1775[6]
- Acronicta australis (Mustelin & Leuschner, 2000)
- Acronicta barnesii Smith, 1897
- Acronicta beameri Todd, 1958
- Acronicta bellula Alpheraky, 1895
- Acronicta betulae Riley, 1884
- ?Acronicta bicolor Moore, 1881
- Acronicta browni Mustelin & Leuschner, 2000
- Acronicta brumosa Guenée, 1852
- Acronicta carbonaria Graeser, 1889
- Acronicta catocaloida Graeser, 1889
- Acronicta centralis Erschoff, 1874
- Acronicta cinerea Hufnagel, 1766[7]
- Acronicta clarescens Guenée, 1852
- Acronicta concrepta Draudt 1937
- Acronicta connecta Grote, 1873
- Acronicta cuspis – Large Dagger Hübner, [1813][8]
- Acronicta cyanescens Hampson, 1909
- Acronicta dahurica Kononenko & Han, 2008[9]
- Acronicta dactylina Grote, 1874
- Acronicta denticulata Moore
- Acronicta digna Butler, 1881
- Acronicta dinawa Bethune-Baker, 1906
- Acronicta dolli (Barnes & McDunnough, 1918)
- Acronicta edolata Grote, 1881
- Acronicta euphorbiae – Schiffermüller, 1775[6]
- Acronicta exempta Dyar, 1922
- Acronicta exilis Grote, 1874
- Acronicta extricata Grote, 1882
- Acronicta falcula Grote, 1877
- Acronicta fragilis Guénée, 1852
- Acronicta funeralis Grote & Robinson, 1866
- Acronicta gastridia Swinhoe, 1895
- Acronicta grisea Walker, 1856
- Acronicta haesitata Grote, 1882
- Acronicta hamamelis Guenée, 1852
- Acronicta hasta Guenée, 1852
- Acronicta hastulifera J.E. Smith, 1797
- Acronicta heitzmani Covell & Metzler, 1992
- Acronicta hercules Felder & Rogenhofer, 1874
- Acronicta impleta Walker, 1856
- Acronicta impressa Walker, 1856
- Acronicta inclara Smith, 1900
- Acronicta increta – Morrison, 1974
- Acronicta innotata Guenée, 1852
- Acronicta insita Walker, 1856
- Acronicta intermedia Warren, 1909
- Acronicta interrupta Guenée, 1852
- Acronicta iria Swinhoe, 1899
- Acronicta jozana Matsumura, 1926
- Acronicta laetifica Smith, 1897
- Acronicta lanceolaria –Grote, 1875
- Acronicta lepetita Smith, 1908
- Acronicta leporina – Linnaeus, 1758[4]
- Acronicta lepusculina Guenée, 1852
- Acronicta leucocuspis Butler, 1878
- Acronicta lithospila Grote, 1874
- Acronicta lobeliae –Guenée, 1852
- Acronicta longa Guenée, 1852
- Acronicta lupini Grote, 1873
- Acronicta lutea Bremer & Grey 1852
- Acronicta major Bremer, 1861
- Acronicta marmorata Smith, 1897
- Acronicta megacephala –Schiffermüller, 1775[6]
- Acronicta menyanthidis &ndashEsper, 1789
- Acronicta metaxantha Hampson, 1909
- Acronicta modica Walker, 1856
- Acronicta morula Grote & Robinson, 1868
- Acronicta nigricans Leech, 1900
- Acronicta noctivaga Grote, 1864
- Acronicta oblinita &ndashSmith, 1797
- Acronicta omorii Matsumura, 1926[10]
- Acronicta orientalis Mann, 1862[11]
- Acronicta othello Smith, 1908
- Acronicta ovata Grote, 1873
- Acronicta pasiphae Draudt, 1936
- Acronicta paupercula Grote, 1874
- Acronicta perblanda Ferguson, 1989
- Acronicta perdita Grote, 1874
- Acronicta pruinosa Guenée, 1852[12]
- Acronicta psi &ndashLinnaeus, 1758[4]
- Acronicta psichinesis Kononenko & Han, 2008[9]
- Acronicta psorallina Lower, 1903
- Acronicta pulverosa Hampson 1909
- Acronicta quadrata Smith, 1908
- Acronicta radcliffei Harvey, 1875
- Acronicta raphael Oberthur 1884
- Acronicta rapidan Dyar, 1912
- Acronicta retardata Walker, 1861
- Acronicta rubiginosa Walker, 1862[13]
- Acronicta rubricoma Guenée, 1852
- Acronicta rumicis Linnaeus, 1758[4]
- Acronicta sagittata McDunnough, 1940
- Acronicta sinescripta Ferguson, 1989
- Acronicta sperata Grote, 1873
- Acronicta spinea (Grote, 1876)
- Acronicta spinigera Guenée, 1852
- Acronicta strigosa &ndashSchiffermüller, 1775[6]
- Acronicta strigulata Smith, 1897
- Acronicta subornata Leech, 1889
- Acronicta sugii (Kinoshita, 1990)
- Acronicta superans Guenée, 1852
- Acronicta theodora Schaus, 1894
- Acronicta thoracica Grote, 1880
- Acronicta tiena Püngeler, 1907
- Acronicta tota Grote, 1879
- Acronicta tridens &ndashSchiffermüller, 1775
- Acronicta tristis Smith, 1911
- Acronicta tritona &ndash Hübner, 1879
- Acronicta valliscola Blanchard, 1968[14]
- Acronicta vinnula Grote, 1864
- Acronicta vulpina Grote, 1883